# Wendtia
Wendtia là một chi thực vật có hoa trong họ Vivianiaceae. Hiện nay đa số người ta gộp nó trong chi Balbisia. nhưng Michael Hassler (2021) vẫn duy trì chi này.

## Loài
Chi này khi được công nhận gồm 1-4 loài như sau:
- Wendtia gracilis Meyen, 1834[2][3][5] = Balbisia gracilis (Meyen) Hunz. & Ariza, 1973
- Wendtia aphanifolia Griseb., 1879[5] = Balbisia aphanifolia (Griseb.) Hunz. & Ariza, 1973
- Wendtia calycina (Griseb.) Griseb., 1879[5] = Balbisia calycina (Griseb.) Hunz. & Ariza, 1973
- Wendtia miniata I.M.Johnst., 1928[5] = Balbisia miniata (I.M.Johnst.) Descole, O'Donell & Lourteig, 1939